# Andrew Taylor (calciatore 1 agosto 1986)
Andrew Taylor (Hartlepool, 1º agosto 1986) è un ex calciatore inglese, di ruolo difensore.

## Carriera

### Club
Ha giocato nella prima e nella seconda divisione inglese.

### Nazionale
Ha partecipato ai Mondiali Under-20 del 2003 ed agli Europei Under-21 del 2009 (nei quali l'Inghilterra è stata finalista perdente).

## Palmarès

### Club

#### Competizioni nazionali
- Campionato inglese di seconda divisione: 1

Cardiff City: 2012-2013

#### Competizioni giovanili
- FA Youth Cup: 1

Middlesbrough: 2003-2004